# 최하위 훈작사

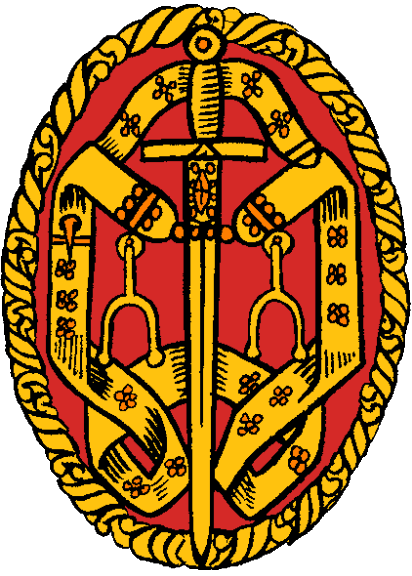
최하위 훈작사의 휘장(insignia)

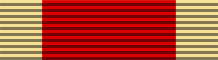
최하위 훈작사의 약장(ribbon)

최하위 훈작사(Knight Bachelor)는 영국에서 11세기부터 부여하는 서훈으로, 중세부터 이어온 기사 서임의 전통이 이어진 것이다. 이것을 받은 사람에게는 이름 앞에 'Sir(경)'를 붙인다. 대영 제국 훈장과는 별도로 운영되는 서훈 체계이며, 공식적으로 대영 제국 훈장 2등급(KBE, 작위급 훈장) 바로 아래 훈격으로 취급된다.
영국 연방에 속하면서 영국의 왕을 국가원수로 하는 나라의 시민권이 있는 남성이 받을 수 있다. 이 훈격에 해당하는 여성 시민권자에게는 대영 제국 훈장 여성 2등급(DBE) 등 2등급 훈장을 주고, 이 경우 이름 앞에 'Dame(여사)'을 붙인다.
최하위 훈작사를 받은 후에도 지속적인 공헌을 했음이 인정되면 1등급이나 2등급 작위급 훈장을 받을 수 있다. 따라서 최하위 훈작사는 2등급과 3등급의 사이 정도로 2등급 작위급 훈장에 준하는 서훈이라 할 수 있다.
최하위 훈작사를 받은 사실은 통상적으로 이름 앞에만 'Sir'를 붙임으로 나타내며, 이름 뒤에 굳이 표기해야 할 때는 'Kt'로 적는다.

## 서훈 사례
스코틀랜드의 축구 감독 알렉스 퍼거슨은 1985년에 대영 제국 훈장 4등급(OBE)을 받고 1995년에는 대영 제국 훈장 3등급(CBE)을 받은 뒤, 1999년 최하위 훈작사에 서임되어 기사가 되었다. 훈장만으로는 'Sir' 칭호를 붙일 수 없었지만 최하위 훈작사를 별도로 받았기 때문에 'Sir'를 붙일 수 있게 된 것이다. 이에 따라 알렉스 퍼거슨의 전체 이름(full name)은 'Sir Alexander Chapman Ferguson, CBE'가 된다.
그러나 잉글랜드의 축구 선수 데이비드 베컴은 2003년에 대영 제국 훈장 4등급(OBE)을 받고 그 이후 2등급 이상으로의 훈위 승급이나 최하위 훈작사 서임이 이루어지지 않았다. 따라서 베컴에게는 'Sir' 칭호가 붙지 않는다.